# NGC 5698
NGC 5698 este o hi (21cm) source⁠(d) situată în constelația Boarul. A fost descoperită în 16 mai 1787 de către William Herschel. Se află la o distanță de 39,63 de megaparseci de Pământ.